# Stretch (musikgrupp)
Stretch var ett engelskt rockband. De bildades 1995 då de kvarvarande bandmedlemmarna i Wolfsbane bestämde sig för att bilda ett nytt band efter att Blaze Bayley hade lämnat Wolfsbane för Iron Maiden. Bandet blev dock kortlivat och lades ner efter ett par månader.